# تلمبة عشايري شهيد موسي افراسيابي (حسين أباد كرمان)
تلمبة عشایري شهید موسی افراسیابي (بالإنجليزية: Tolombeh-ye Shahid Musa Efrasiyabi)‏ هي منطقة سكنية تقع في إيران في Hoseynabad Rural District. يقدر عدد سكانها بـ 48 نسمة .